# Tácito e os cristãos
No texto Anais, do historiador romano Tácito (56–117 d.C.) no livro XV, parágrafo 44, escrito em 116 d.C., existe uma passagem referente a Cristo, Pôncio Pilatos e à execução em massa de cristãos. A passagem descreve o incêndio de Roma que durou seis dias, queimando grande parte da cidade em Julho de 64 d.C. Muitos romanos culparam o Imperador Nero pelo incêndio.

## Tradução em português
Para se livrar dos rumores, Nero criou bodes expiatórios e realizou as mais refinadas torturas em uma classe odiada por suas abominações: os cristãos (como eles eram popularmente chamados). Cristo, de onde o nome teve origem, sofreu a penalidade máxima durante o reinado de Tibério, pelas mãos de um dos nossos procuradores, Pôncio Pilatos. Pouco após, uma perversa superstição voltou à tona e não somente na Judéia, onde teve origem, como até em Roma, onde as coisas horrendas e vergonhosas de todas as partes do mundo encontram seu centro e se tornam populares. Em seguida, foram presos aqueles que se declararam culpados, então, com as informações deles extraídas, uma imensa multidão foi condenada, não somente pelo incêndio, mas pelo seu ódio contra a humanidade. Ridicularizações de todos os tipos foram adicionadas às suas mortes. Os cristãos eram cobertos com peles de animais, rasgados por cães e deixados a apodrecer; crucificados; condenados às chamas e queimados para que servissem de iluminação noturna quando a luz do dia já tivesse se extinguido.

## Christianos ou Chrestianos?

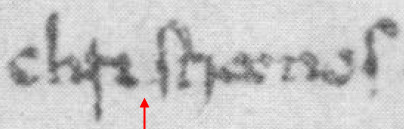
Detalhe do Manuscrito Mediciano, mostrando a palavra “christianos”. A lacuna entre o “i” e o “s” aparece destacada; um “e” é visível sob luz ultravioleta, mostrando que essa seria a letra original.

Na antiguidade, tanto no mundo grego quanto no latino, os cristãos (“christiani”) eram muitas vezes chamados de “Chrestiani”, isso porque confundiam a palavra “Christus” com “Chrestus”, que era mais comum. As cópias remanescentes dos trabalhos de Tácito derivam de dois principais manuscritos, conhecidos como os “Manuscritos Medicianos”, escritos em latim. Esses se encontram na Biblioteca Medicea Laurenziana, em Florença. O segundo Manuscrito Mediciano é a cópia sobrevivente mais antiga que se refere aos cristãos e é datada do século XI, vinda do Monte Cassino. Nesse manuscrito, o primeiro “i” da palavra “Christianos” é consideravelmente distinto do segundo, parecendo um tanto borrado, além de não ter a perna presente  no segundo “i”; além disso, há uma lacuna entre o primeiro “i” e o “s” que vem logo em seguida. Georg Andresen foi um dos primeiros a comentar sobre a aparência do primeiro “i” e a lacuna, sugerindo em 1902 que o texto foi alterado e que havia, originalmente, um “e” no lugar do “i”.
Em 1950, a pedido de Haral Fuchs, a Drª Teresa Lodi, diretora da Biblioteca Medicea Laurenziana, examinou as características desse item do manuscrito; ela concluiu que existem sinais de um “e” apagado por remoção da parte superior e inferior horizontal e a distorção do remanescente em um “i”.  Em 2008, a Drª Ida Giovanna Rao, nova diretora do escritório de manuscritos da Biblioteca Medicea Laurenziana, realizou novamente o estudo da Drª Lodi e concluiu que é provável que o “i” seja uma correção de um caractere anterior (como um “e”); a mudança, contudo, foi extremamente sutil. Posteriormente , no mesmo ano, foi descoberto que, sob luz ultravioleta, um “e” fica claramente visível na lacuna. Conclui-se, portanto, que a passagem devia originalmente se referir a chrestianos, uma palavra grega latinizada que pode ser interpretada como “o bom”, a partir da palavra grega χρηστός (chrestos) – termo que, por sinal, significa “bom, útil”. De acordo com o Prof. Robert Renehan, "era natural para um romano confundir as palavras [Christus e Christianus] com a de som similar χρηστός (Chrestos) ". Alguns escribas gregos aparentemente tinham o mesmo problema, já que, de acordo com o Códex Sinaiticus e o Minúsculo 81, a palavra “cristãos” aparece como Χρηστιανούς nos Atos dos Apóstolos 11:26.

## Autenticidade e confiabilidade
São poucos os estudiosos que contestam a autenticidade da passagem. Somente P. Hochart, em 1885, propôs que era uma fraude pia. Contudo, o editor da Oxford de 1907, Furneaux, dispensou sua sugestão e trata a passagem como genuína.
Robert van Voorst escreveu que a passagem não poderia ter sido forjada, pois os cristãos não promoveriam sua fé como sendo uma “perversa superstição”, “fonte do mal” ou ainda como sendo “horrenda e vergonhosa”, embora “lá tenha crescido um sentimento de compaixão” em relação aos cristãos. John P. Meyer afirma não existir nenhuma evidência arqueológica ou histórica que dê suporte ao argumento de que algum escriba cristão tenha introduzido a passagem no texto.

## O cargo de Pilatos
O cargo de Pilatos enquanto esse foi governador da província romana da Judeia aparece em uma inscrição em latim, a qual se refere a ele como prefeito. A passagem de Tácito, porém, se refere a ele como procurador. Flávio Josefo utiliza o termo genérico grego ηγεμων (governador) para falar de Pilatos. Van Voorst acredita que o uso de tão diferentes termos é o que se espera de testemunhos escritos em diferentes línguas, em diferentes períodos da História. Tácito registra que foi o Imperador Cláudio quem deu aos procuradores poder de governo. Após a morte de Herodes Agrippa em 44 d.C., quando a Judeia voltou para o controle direto de Roma, Cláudio deu aos procuradores o controle da região.